# 舞蹈症
舞蹈症（英語：Chorea）是一種不自主運動障礙，屬於運動困難的一種神經系統疾患。舞蹈症一詞源自古希臘語，因為腳或手的快速運動類似在跳舞。

## 病因

### 其他遺傳性病因
少見，如亨丁頓病樣症候群。

### 後天性病因
舞蹈症最常見的後天性病因是腦血管疾病。在發展中國家，通常與人類免疫缺陷病毒感染和隱球菌病相關。
西德纳姆舞蹈症。
妊娠舞蹈症。
其他後天性病因包含腦脊髓液滲漏、全身性紅斑狼瘡、抗磷脂症候群、甲狀腺中毒症、真性多血症、傳染性海綿狀腦病、乳糜泻。